# Ciudadano ilustre de la provincia de Buenos Aires
El galardón de Ciudadano ilustre de la provincia de Buenos Aires constituye una condecoración otorgada por el poder legislativo provincial mediante una normativa especial, cuya sanción requiere la aprobación por mayoría calificada de dos tercios de los legisladores. Se confiere exclusivamente a personas físicas de nacionalidad argentina, nativas de la provincia o con una residencia mínima de diez años, cuya trayectoria en los ámbitos cultural, científico, político o deportivo haya sido de relevancia y cuyo accionar haya contribuido a la defensa de los derechos constitucionales consagrados en la Constitución Nacional y la Constitución de la provincia de Buenos Aires.
Esta distinción ha sido establecida por la ley de la provincia de Buenos Aires, 14.622 de la provincia de Buenos Aires.

## Veteranos de Malvinas
La ley provincial 14.486 consagra como ciudadanos ilustres de Buenos Aires, a los exsoldados conscriptos combatientes de Malvinas y civiles que participaron en el conflicto bélico de la guerra por las Islas Malvinas.

## Galardonados
La provincia de Buenos Aires ha otorgado la mención en 117 ocasiones, siendo en su mayoría a única persona, salvo en los casos de los medallistas olímpicos Eduardo Guerrero y Tranquilo Capozzo; y de los militantes sindicalistas conocidos como los Presos de Bragado, Pascual Vuotto, Reclús de Diago y Santiago Mainini.

## Premios Konex Brillante
Dentro de los distinguidos ciudadanos de la provincia de Buenos Aires, varios de ellos también han sido galardonados con el Premio Konex Brillante, el reconocimiento otorgado por el sector privado más importante del país, en todas las categorías que galardona la Fundación Konex.
De los 50 premios Konex Brillante, 6 son ciudadanos ilustres de la provincia de Buenos Aires.

## Reconocimientos Internacionales
Los diferentes campos de destaque en los cuales se han desarrollados los diferentes ciudadanos ilustres, existen casos que sus reconocimientos fueron por fuera de las fronteras de la provincia y de la República Argentina.
Tal son los casos del bahiense César Milstein premio Wolf de Medicina (1980) y Premio Nobel de Medicina (1984) y de Adolfo Pérez Esquivel, premio nobel de la paz (1980).
Dentro del deporte, el excapitán y entrenador de la selección nacional de fútbol, Diego Armando Maradona, fue premiado como Jugador del Siglo de la FIFA, compartiendo la distinción con el jugador brasileño Pelé.
El reconocimiento en la literatura, deviene de dos premios de gran galardones de la lengua hispana, el Premio Miguel de Cervantes obtenido por el rojense Ernesto Sabato (1984) y el premio Casa de las Américas  para Abelardo Castillo.